# Championnat de Tunisie de football 1956-1957
Navigation
Saison précédente Saison suivante
La saison 1956-1957 du championnat de Tunisie de football est la 2e édition de la première division tunisienne à poule unique, la Ligue Professionnelle 1. Les douze meilleurs clubs tunisiens jouent les uns contre les autres à deux reprises durant la saison, à domicile et à l'extérieur. En fin de saison, pour permettre le passage de la division de douze à quinze clubs, il n'y a pas de relégation et les trois premiers de la Ligue Professionnelle 2 sont directement promus.
Le Club sportif de Hammam Lif ne parvient pas à conserver son titre remporté la saison dernière ; c'est le Stade tunisien qui termine en tête du championnat et remporte son premier titre de champion de Tunisie. Il devance l'Espérance de Tunis, vainqueur de la coupe de Tunisie, de trois points et l'Étoile sportive du Sahel de sept points.

## Clubs participants
| - Club sportif de Hammam Lif - Étoile du Sahel - Club africain - Espérance de Tunis - Club athlétique bizertin - Stade africain de Ferryville | - Stade tunisien - Club tunisien - Sfax railway sport - Olympique tunisien - Patriote Football Club de Bizerte - Jeunesse sportive métouienne - Promu de LP2 |

## Compétition

### Classement
Le barème de points servant à établir le classement se décompose ainsi :
- Victoire : 3 points
- Match nul : 2 points
- Défaite : 1 point

| Rang | Équipe                           | Pts | J  | G  | N | P  | Bp | Bc | Diff |
| ---- | -------------------------------- | --- | -- | -- | - | -- | -- | -- | ---- |
| 1    | Stade tunisien                   | 58  | 22 | 16 | 4 | 2  | 54 | 24 | +30  |
| 2    | Espérance de Tunis (C)           | 55  | 22 | 13 | 7 | 2  | 49 | 18 | +31  |
| 3    | Étoile sportive du Sahel         | 51  | 22 | 14 | 1 | 7  | 44 | 27 | +17  |
| 4    | Club africain                    | 47  | 22 | 9  | 7 | 6  | 39 | 31 | +8   |
| 5    | Jeunesse sportive métouienne (P) | 47  | 22 | 8  | 9 | 5  | 49 | 42 | +7   |
| 6    | Club sportif de Hammam Lif (T)   | 43  | 22 | 8  | 5 | 9  | 41 | 38 | +3   |
| 7    | Stade africain de Ferryville     | 43  | 22 | 7  | 7 | 8  | 30 | 42 | -12  |
| 8    | Club athlétique bizertin         | 41  | 22 | 7  | 5 | 10 | 33 | 35 | -2   |
| 9    | Olympique tunisien               | 41  | 22 | 7  | 5 | 10 | 37 | 54 | -17  |
| 10   | Club tunisien                    | 39  | 22 | 5  | 7 | 10 | 29 | 36 | -7   |
| 11   | Patrie Football Club bizertin    | 36  | 22 | 4  | 5 | 13 | 28 | 49 | -21  |
| 12   | Sfax railway sport               | 34  | 22 | 4  | 4 | 14 | 20 | 57 | -37  |

|  | Champion de Tunisie 1956-1957                                                                |
|  | (T) Tenant du titre (C) Vainqueur de la coupe de Tunisie (P) Club promu de deuxième division |

### Matchs
| Résultats (▼dom., ►ext.)      | ST  | EST | ESS | CA  | JSM | CSHL | USF  | CAB | OT  | CT  | PFCB | SRS |
| Stade tunisien                |     | 3-3 | 2-1 | 2-0 | 3-0 | 3-0  | 5-1  | 3-0 | 2-1 | 2-1 | 3-2  | 2-0 |
| Espérance de Tunis            | 3-0 |     | 3-1 | 3-0 | 2-0 | 3-1  | 4-0  | 1-0 | 7-1 | 1-1 | 2-2  | 1-0 |
| Étoile du Sahel               | 0-2 | 1-0 |     | 2-1 | 4-0 | 3-2  | 3-2  | 2-1 | 5-0 | 3-2 | 2-1  | 3-1 |
| Club africain                 | 1-0 | 1-0 | 2-1 |     | 1-0 | 2-0  | 1-1  | 4-1 | 5-1 | 1-1 | 3-0  | 2-1 |
| Jeunesse sportive métouienne  | 0-0 | 2-2 | 1-0 | 0-0 |     | 2-0  | 3-1  | 6-2 | 4-0 | 1-0 | 2-1  | 4-1 |
| Club sportif de Hammam Lif    | 0-0 | 5-3 | 3-1 | 2-2 | 1-0 |      | 2-0  | 4-3 | 2-3 | 6-1 | 5-1  | 4-3 |
| Stade africain de Ferryville  | 1-0 | 3-0 | 0-1 | 2-1 | 1-0 | 5-1  |      | 1-1 | 0-0 | 5-1 | 2-0  | 2-1 |
| Club athlétique bizertin      | 2-2 | 3-1 | 0-2 | 1-0 | 1-0 | 2-0  | 0-0  |     | 1-1 | 1-0 | 0-0  | 6-0 |
| Olympique tunisien            | 1-3 | 2-1 | 1-2 | 2-1 | 2-1 | 3-2  | 3-1  | 3-0 |     | 3-3 | 2-1  | 4-1 |
| Club tunisien                 | 2-6 | 1-5 | 1-1 | 2-2 | 1-0 | 5-4  | 1-10 | 2-2 | 3-2 |     | 2-0  | 6-1 |
| Patrie Football Club bizertin | 1-5 | 2-3 | 1-1 | 0-0 | 0-2 | 1-1  | 3-7  | 2-0 | 2-1 | 5-0 |      | 3-0 |
| Sfax railway sport            | 2-2 | 1-1 | 1-3 | 4-1 | 1-2 | 0-5  | 0-0  | 1-1 | 2-1 | 1-0 | 4-1  |     |

### Arbitres
15 arbitres ont dirigé les 132 matchs. Les plus sollicités sont :
- Hédi Toumi : 19 matchs
- Mustapha Belkhouas : 17 matchs
- Hédi Ghazzay et Victor Habib : 16 matchs

## Bilan de la saison
| Championnat de Tunisie de football 1956-1957 |                                                          |
| Champion                                     | Stade tunisien (1er titre)                               |
| Coupes et trophées                           |                                                          |
| Vainqueur de la Coupe de Tunisie 1956-1957   | Espérance de Tunis                                       |
| Promotions et relégations                    |                                                          |
| Promus en Ligue Professionnelle 1            | Union sportive tunisienne Stade soussien Stade populaire |
| Relégués en Ligue Professionnelle 2          | Aucun (passage de 12 à 15 clubs)                         |

## Classement des buteurs
- 20 buts : Farzit[Qui ?] (Jeunesse sportive métouienne)
- 19 buts : Noureddine Diwa (Stade tunisien) et Saad Karmous (Club sportif de Hammam Lif)
- 17 buts : Habib Mougou (Étoile du Sahel)
- 14 buts : Abderrahmane Ben Ezzedine (Espérance de Tunis)
- 13 buts : Kemais Ghériani (Jeunesse sportive métouienne)
- 11 buts : Hédi Feddou (Espérance de Tunis), Hédi Hamoudia (Club africain) et Laaroussi Dhaou (Olympique tunisien)

## Champion
- Stade tunisien
  - Président : Mohamed Ben Salem
  - Effectif : Cosimo Russo et Taieb Sahban (GB), Mohamed Khaldi, Taieb Jebali, Mahmoud Ben Mosbah, Rachid Chérif, Khemais Lakhal, Hédi Braiek, Abdelbaki Bessioud, Noureddine Diwa, Rachid Barbéche, Ali Miloud, Salah Belhaj Aissa Naija, Mohamed Laaroussi Ben Sassi, Tahar Nahali, Ammar Nahali, Rachid Sehili, Houcine Ben Gamra, Abdelhamid Gorgi, Ali Kraiem, Aldo Corso, Stiti[Qui ?]
  - Entraîneur : Rachid Turki